# Корси, Джованни
Джованни Корси (итал. Giovanni Corsi; 1822—1890) — итальянский певец-баритон и педагог.
Корси дебютировал в театре Каноббио в 1844 году.
В 1844 году был назначен первым баритоном в миланский театр Ла Скала, где он пел до 1870 года. Был известен как вердиевский певец.
В 1856 году спел партию Риголетто в парижском Театре Италии. Также выступал в главной роли оперы Гаэтано Доницетти «Марино Фальеро».
В 1860-е преподавал в Миланской консерватории, ученики — Богомир Корсов и А. Л. Кари (США).
С 1871 по 1887 преподавал пение в Смольном институте благородных девиц.
С 1873 по 1876 был профессором пения в Петербургской консерватории.  Среди его учеников: Анна Бичурина, Елизавета Клебек, Елизавета Коссецкая, Пётр Лодий, Ипполит Прянишников.
В более поздние годы продолжил преподавательскую деятельность в Милане. Среди других певцов, совершенствовавшихся под его руководством, упоминаются Павел Борисов, Семен Гарденин, Александр Глинка-Измайлов, Надежда Енгалычева,  Ричард Нувель-Норди, Николай Преображенский, Елена Смельская-Девойод, Антонио Котони  и другие.